# Barkówko
Barkówko is een plaats in het Poolse district  Trzebnicki, woiwodschap Neder-Silezië. De plaats maakt deel uit van de gemeente Żmigród en telt 22 inwoners.